# (114096) Haroldbier
(114096) Haroldbier est un astéroïde de la ceinture principale.

## Description
(114096) Haroldbier est un astéroïde de la ceinture principale. Il fut découvert le 8 novembre 2002 à Kingsnake par John V. McClusky. Il présente une orbite caractérisée par un demi-grand axe de 2,21 UA, une excentricité de 0,17 et une inclinaison de 4,2° par rapport à l'écliptique.

## Compléments